# Schlier (Gemeinde)

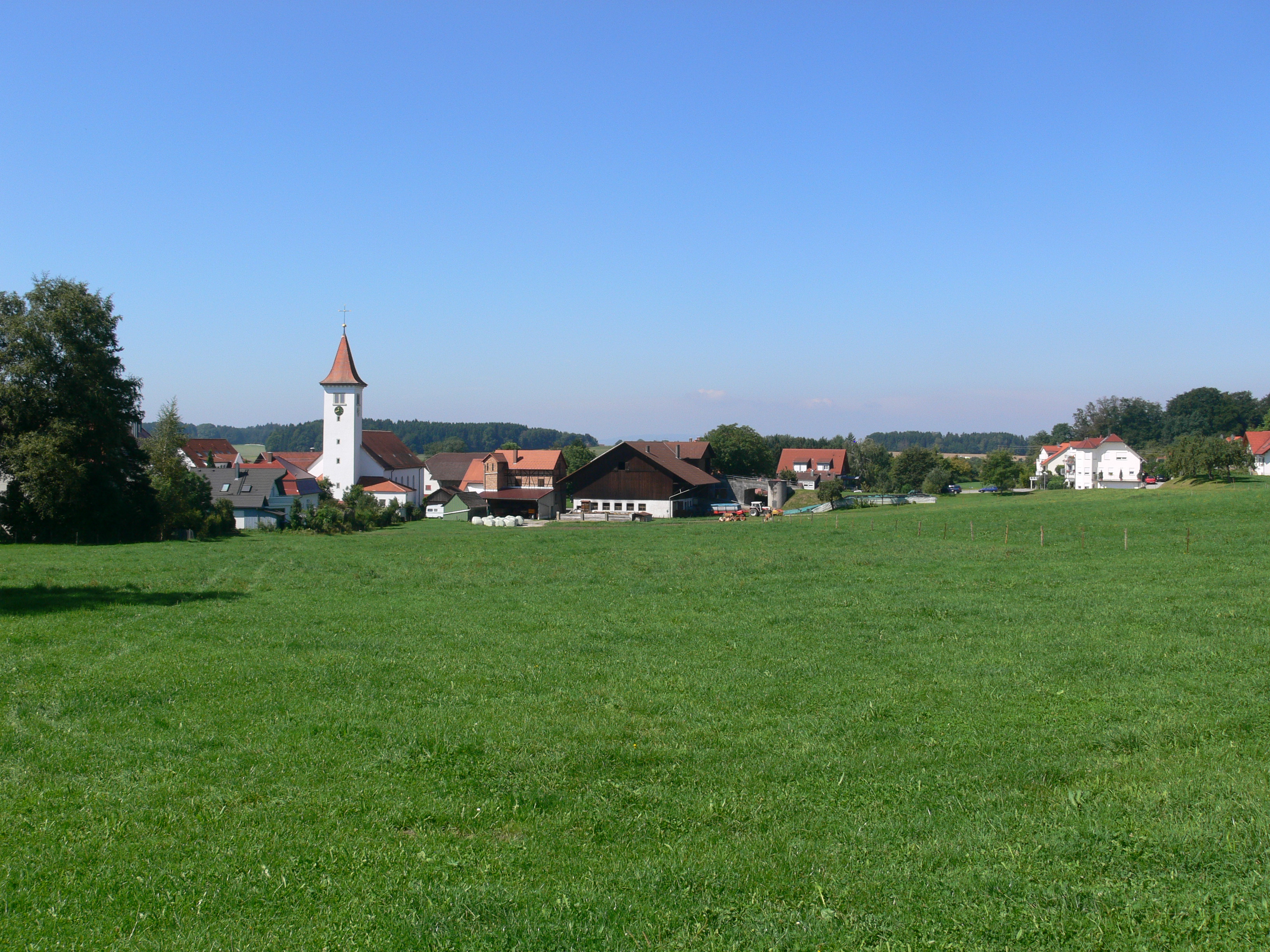
Schlier

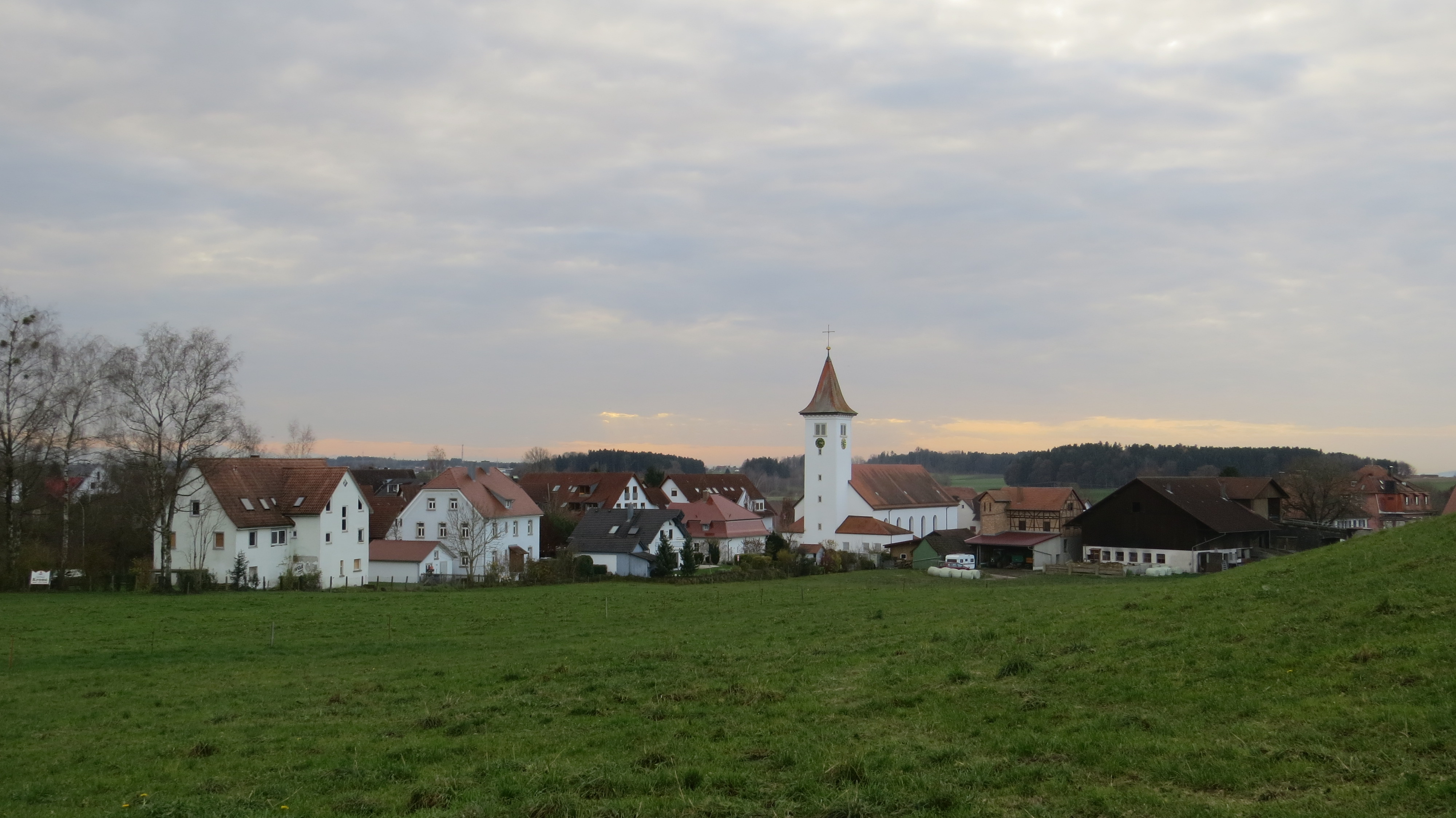
Schlier von Nordosten

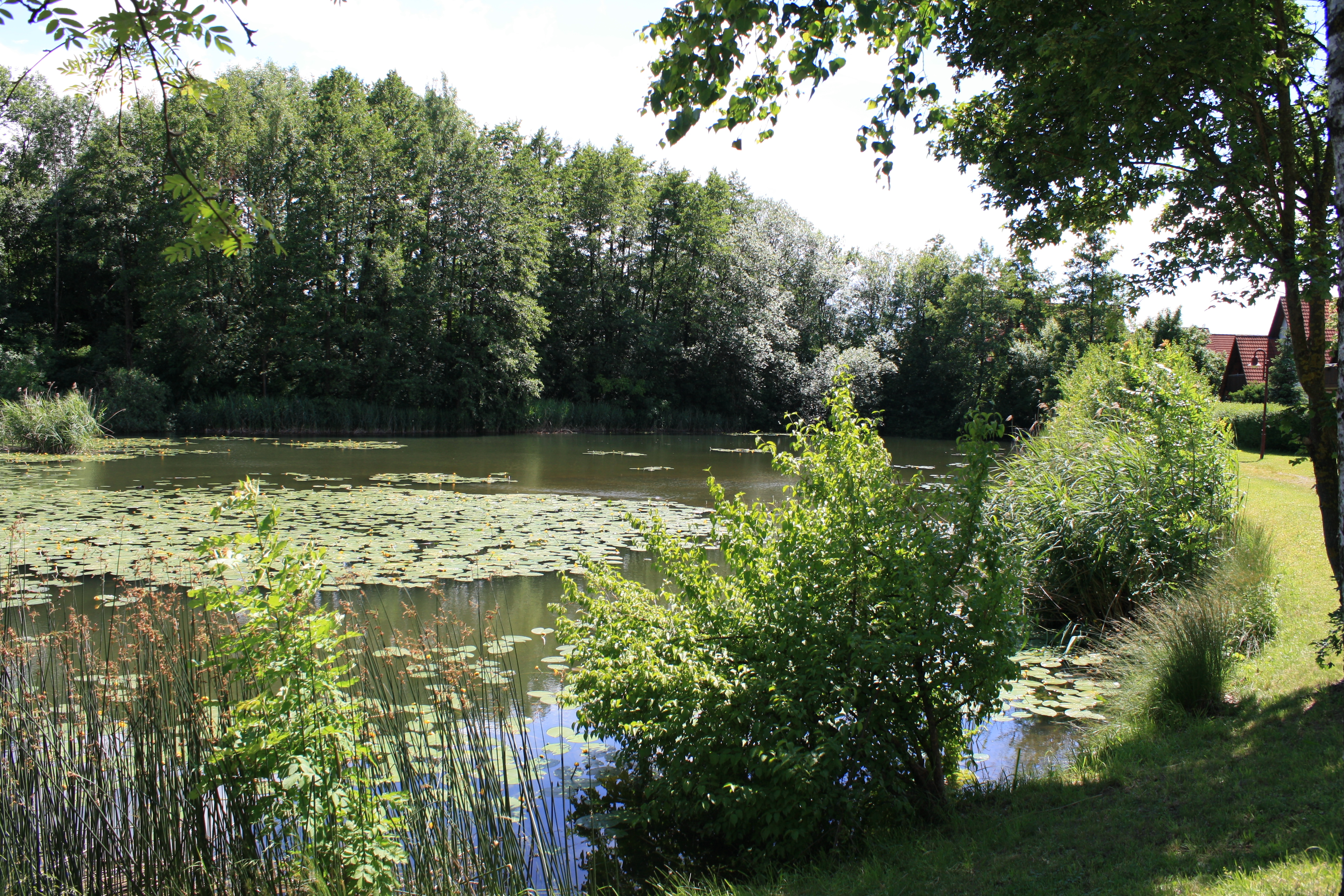
Der Dorfweiher von Schlier

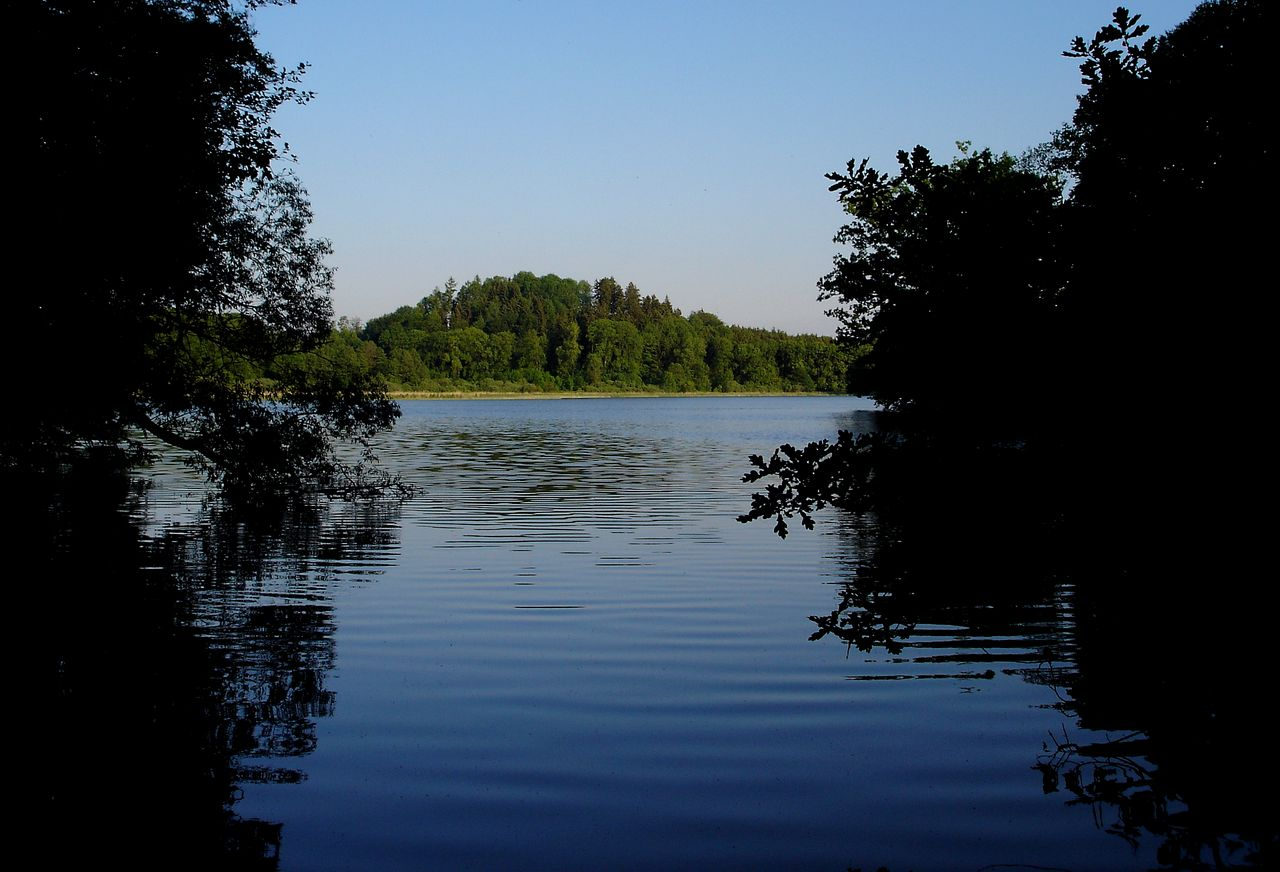
Der Rößlerweiher gehört zum Naherholungsgebiet der Gemeinde.

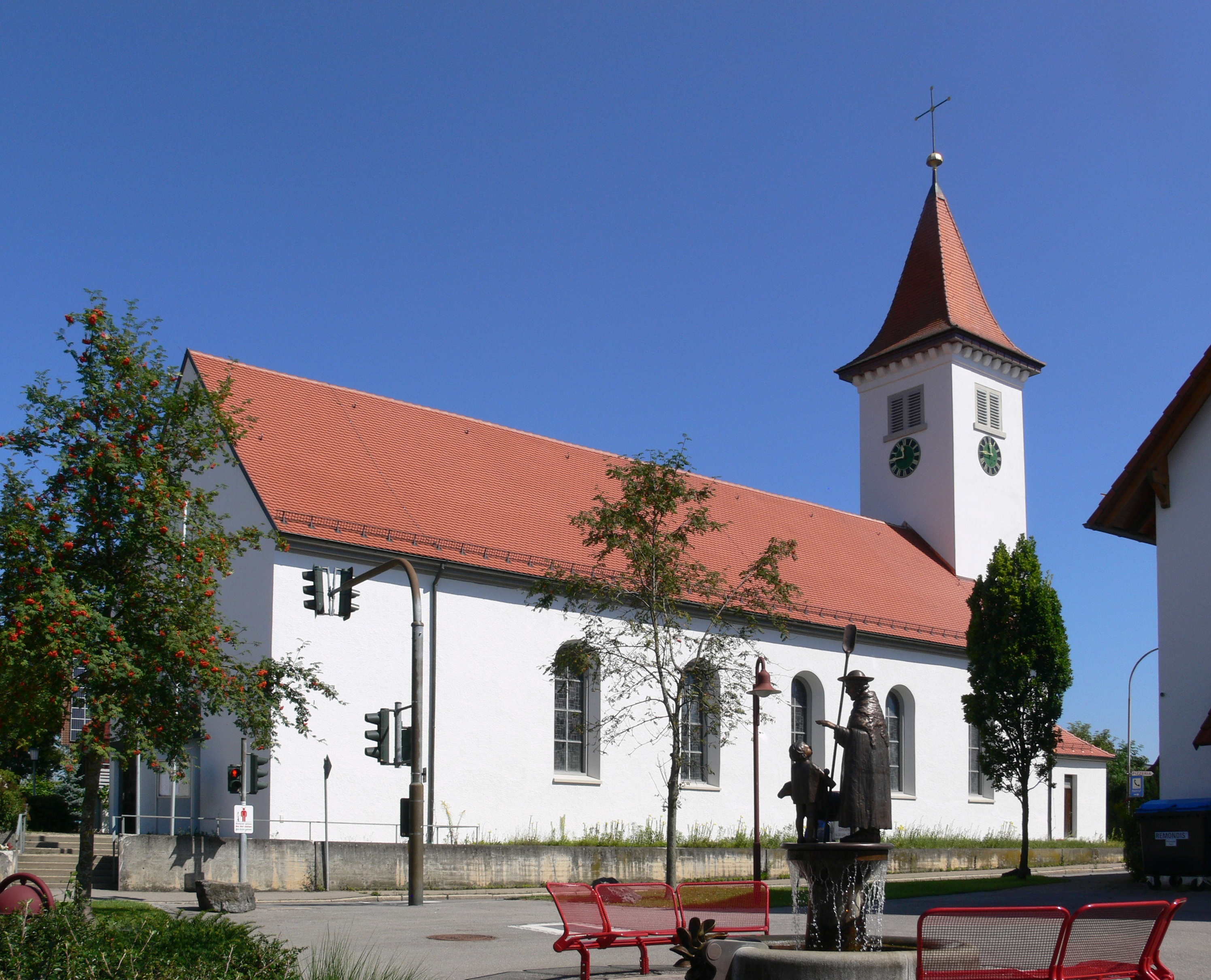
Schlier, Kath. Pfarrkirche St. Martin

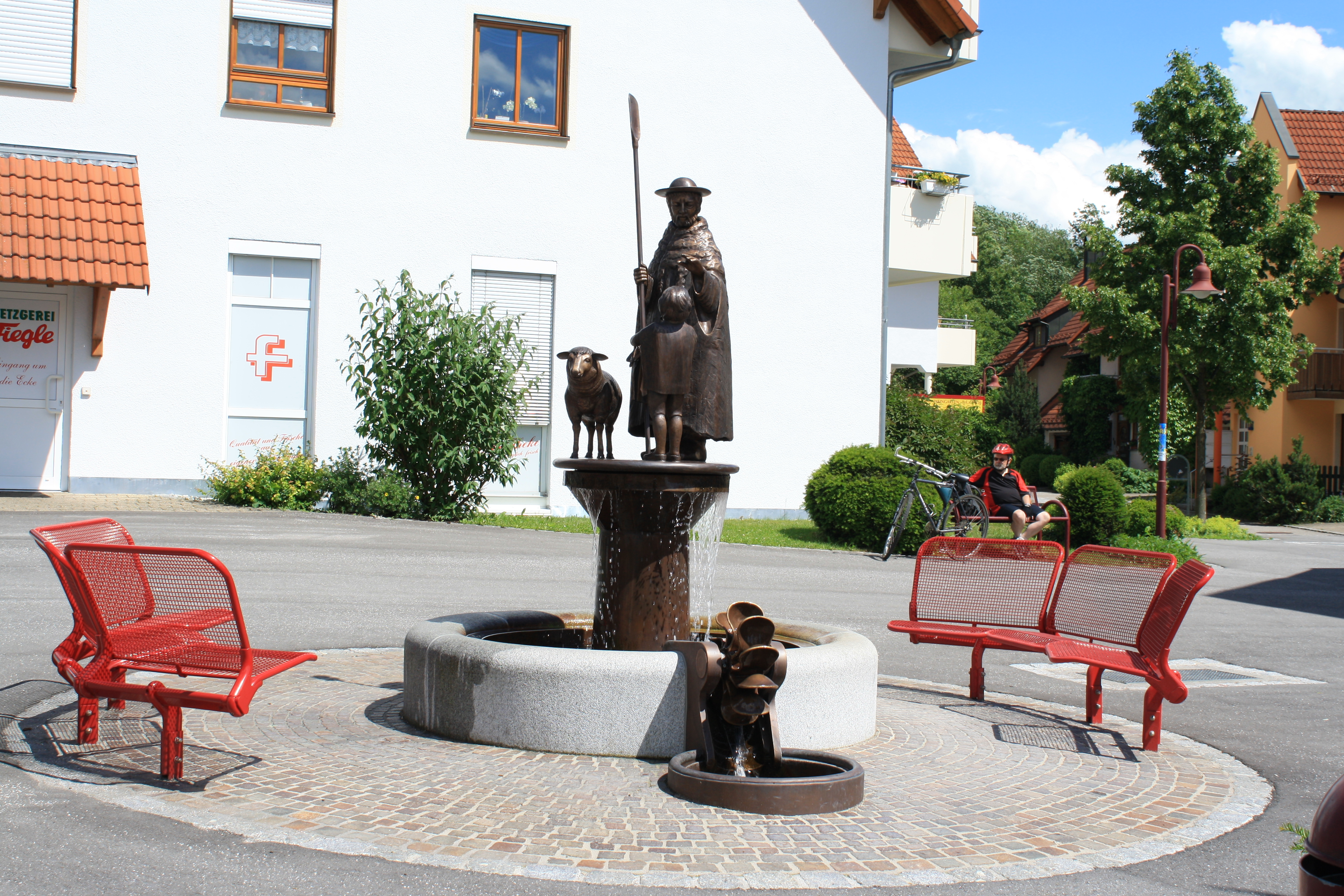
Der Dorfbrunnen von Schlier

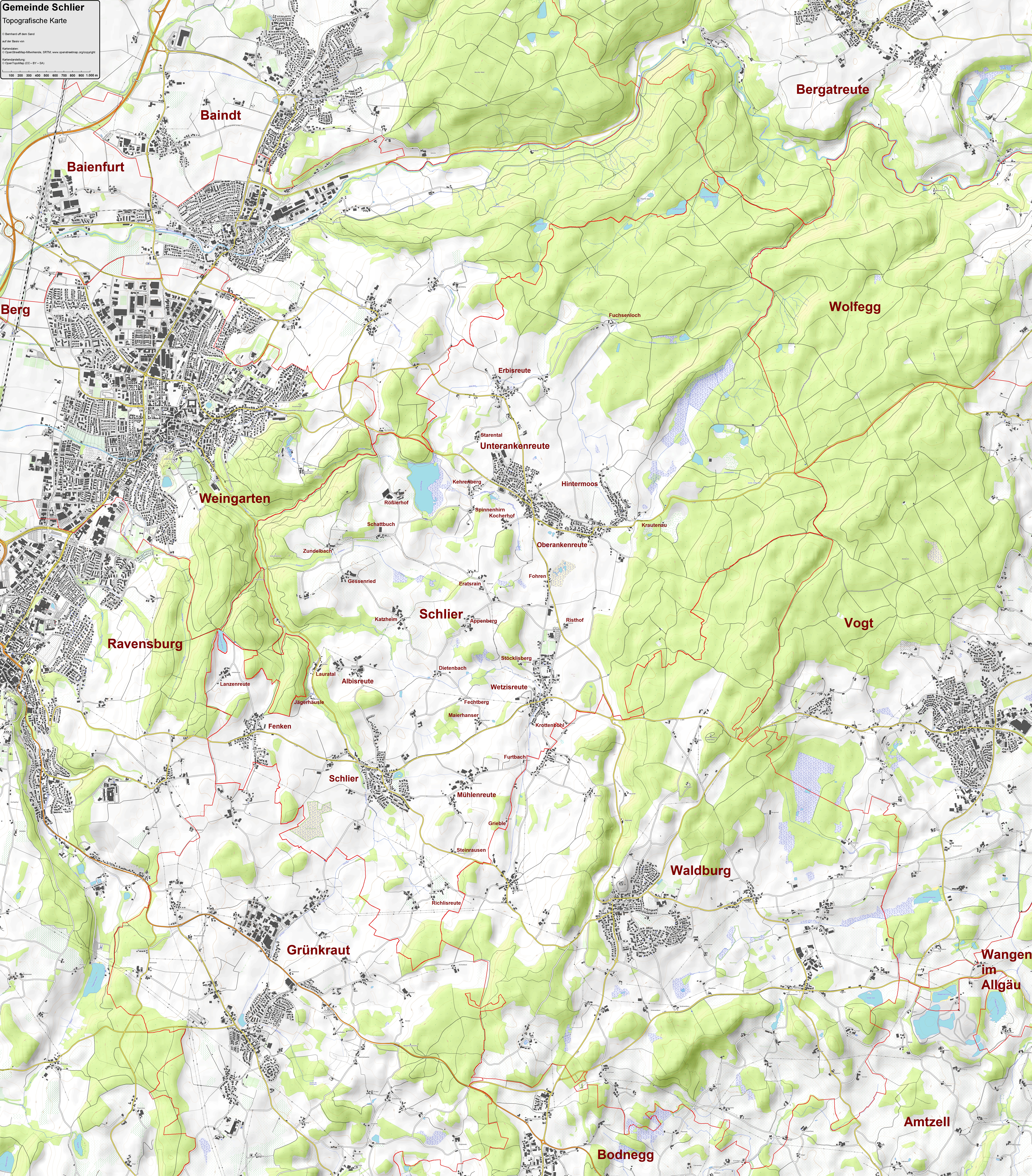
Topografische Karte der Gemeinde Schlier

Schlier ist eine Gemeinde im baden-württembergischen Landkreis Ravensburg in Deutschland.
Die Gemeinde Schlier, die überwiegend landwirtschaftlich geprägt ist und sich auf 32,58 km² Fläche erstreckt, hat mehr als 4000 Einwohner.

## Geographie

### Lage
Die Gemeinde Schlier liegt am Südrand des Altdorfer Walds oberhalb bzw. östlich des Schussentals wenige Kilometer östlich der Städte Ravensburg und Weingarten.

### Nachbargemeinden
Die Gemeinde Schlier grenzt an die Gemeinden Baienfurt, Bergatreute, Grünkraut, Waldburg, Vogt, Wolfegg und die Städte Ravensburg und Weingarten.

### Gemeindegliederung
Die Gemeinde Schlier besteht aus den Hauptteilorten Schlier und Unterankenreute sowie über 30 Dörfer, Weiler und Einzelhöfe, darunter als größte die Dörfer Erbisreute, Fenken, Hintermoos, Oberankenreute und Wetzisreute.
Die übrigen sind die Weiler und Höfe Albisreute, Appenberg, Dietenbach, Eratsrain, Fechtberg, Fohren, Furtbach, Fuchsenloch, Gessenried, Grieble, Katzheim, Kehrenberg, Kocherhof, Krautenau, Lanzenreute, Lauratal, Maierhanser, Mühlenreute, Richlisreute, Rösslerhof, Schattbuch, Spinnenhirn, Starental, Steinrausen, Stöcklisberg und Zundelbach.

## Geschichte

### Mittelalterliche Ortsgeschichte
Im Jahr 861 berichtet eine Urkunde aus St. Gallen erstmals über den zu diesem Kloster gehörenden Weiler Kehrenberg in der heutigen Gemeinde Schlier. Während der Zeit des Hochmittelalters lag der Ort im Herzogtum Schwaben. Ab 1056 ist eine reiche urkundliche Überlieferung im Traditionskodex, den Rödeln und Urbaren des Klosters Weingarten nachzulesen. Um 1100 schenkte Welfenherzog Heinrich der Stolze zwei Güter in Gessenried dem Kloster Weingarten. Gegen Mitte des 13. Jahrhunderts gehörte durch Schenkungen und Erwerbungen ein beträchtlicher Teil der heutigen Gemeinde Schlier dem Kloster Weingarten. Die erste namentliche Erwähnung steht in einem Vertrag von 1269 zwischen dem Kloster Weingarten und dem Truchsessen von Waldburg, wo ein Ritter Rufus de Sliere als Zeuge auftritt. Zur damaligen Zeit gehörte das Gebiet mehreren Herrschaften, insbesondere zum Kloster Weingarten, den Truchsessen von Waldburg und den Herren von Wildenegg, einige Höfe den Herren von Ankenreute und Richlisreute, ein einzelner Hof dem Kloster Einsiedeln und Kehrenberg zum Kloster St. Gallen. Ab dem Ende des 13. Jahrhunderts gelangten die meisten dieser Lehnsgüter durch Schenkung oder Kauf an das Kloster Weingarten.

### Entwicklungen in der frühen Neuzeit
1525 lagerten in Schlier aufständische Bauern, die als Seehaufen, Allgäuer Haufen und Baltringer Haufen in die Geschichte eingegangen sind und auch die Lehnsleute des Klosters Weingarten zum Mitmachen zwingen. Georg Truchsess von Waldburg-Zeil, besser bekannt unter dem Namen Bauernjörg, schloss mit ihnen den Weingartener Vertrag und vermied dadurch die offene Feldschlacht. Die trotzdem quasi Kapitulation der Bauern gab ihm aber die Möglichkeit, im Unterland, zum Beispiel in Böblingen, die dortigen Bauernaufstände umso grausamer niederzuschlagen. Der Galgenberg in Waldburg war Endstation für die dabei gefangen genommenen Bauern. Während des Dreißigjährigen Krieges wurde das Gebiet um Schlier nicht nur durch die Schweden geplündert, sondern auch durch mehrere Pestepidemien sowie Hungersnöte heimgesucht. In einer Aufstellung des Klosters Weingarten von 1637 werden gerade noch 130 überlebende Einwohner namentlich genannt, 1648 sind lediglich 14 Höfe übrig geblieben. Rund 80 Prozent der vormaligen Bevölkerung war verschwunden. Um die Höfe neu zu besiedeln, wurden aus der Schweiz, Tirol und Vorarlberg Bauern angeworben, deren Familiennamen noch heute von ihrer Herkunft künden. Sie schienen fruchtbar gewesen zu sein, denn bereits ab 1690 wanderten viele Schlierer Bürger als Donauschwaben hauptsächlich nach Ungarn und in das Banat, dem späteren Jugoslawien aus.
Zwischen 1791 und 1800 fanden Plünderungen durch französische und russische Truppen statt. Der Russenfriedhof im Wald seitlich des Weges von Weingarten nach Unterankenreute kündet noch heute davon, dass im Lazarett Weingarten viele kosakische und tatarische Soldaten starben. Im Reichsdeputationshauptschluss wurde die Abtey Weingarten dem Fürsten von Nassau-Dillenburg als Entschädigung für linksrheinische Besitzungen in Holland und Belgien zugesprochen.

### Württembergische Zeit
1806 wurde das Gebiet von Kaiser Napoleon dem (evangelischen) Königreich Württemberg zugeschlagen, was im überwiegend katholischen Oberschwaben auf sehr wenig Zustimmung stieß. Am 12. Juni 1812 wurde Schlier durch königliches Reskript zur Königlich Württembergischen Gemeinde. Bis 1934 gehörte Schlier nun zum Oberamt Ravensburg. Nach dem Ersten Weltkrieg waren 61 Gefallene aus Schlier zu beklagen, die für die Württembergische Armee ins Feld gezogen waren.
Während der NS-Zeit in Württemberg fanden zwei Kreisreformen statt. Zunächst gab es 1934 lediglich eine Umbenennung des Oberamts in Kreis Ravensburg, bei dem sich Schlier von 1934 bis 1938 befand. Mit der größeren Kreisreform von 1938 kam Schlier zum erweiterten Landkreis Ravensburg, dem es bis heute angehört. Der Zweite Weltkrieg forderte 90 Todesopfer unter den in die Wehrmacht eingezogenen Soldaten aus Schlier.

### Nachkriegszeit
Nach dem Zweiten Weltkrieg wurde der Ort Teil der französischen Besatzungszone und erfuhr somit die Zuordnung zum neu gegründeten Land Württemberg-Hohenzollern, welches 1952 im Land Baden-Württemberg aufging.

### Einwohnerentwicklung
Im Zeitraum von 1961 bis 1976 wuchs die Gemeinde auf Grund reger Bautätigkeit von 1595 auf 2922 um 1327 Einwohner bzw. um 83,2 %. Die Zuwächse in den Zeiträumen davor und danach sind vergleichbar mit denen der umliegenden Gemeinden.
| Jahr      | 1852 | 1871 | 1880 | 1890 | 1900 | 1910 | 1925 | 1933 | 1939 | 1950 | 1956 | 1961 |
| --------- | ---- | ---- | ---- | ---- | ---- | ---- | ---- | ---- | ---- | ---- | ---- | ---- |
| Einwohner | 1260 | 1312 | 1389 | 1358 | 1320 | 1415 | 1455 | 1376 | 1372 | 1569 | 1506 | 1595 |

| Jahr      | 1970 | 1975 | 1980 | 1985 | 1990 | 1995 | 2000 | 2005 | 2010 | 2015 | 2020 | 2023 |
| --------- | ---- | ---- | ---- | ---- | ---- | ---- | ---- | ---- | ---- | ---- | ---- | ---- |
| Einwohner | 2112 | 2840 | 3179 | 3243 | 3272 | 3590 | 3657 | 3713 | 3710 | 3846 | 3910 | 4061 |

## Religionen
Schlier ist wie das gesamte Umland von der römisch-katholischen Konfession geprägt. Bis 1822 gehörten die Einwohner zur Pfarrei Weingarten, danach wurde die römisch-katholische Kirchengemeinde St. Martin in Schlier gegründet. Außer den beiden Kirchen St. Martin in Schlier und Mariä Himmelfahrt in Unterankenreute gibt es Kapellen in Hintermoos (St. Sebastian), Unterankenreute (St. Sebastian) und Wetzisreute (St. Joseph und Georg, so genannte Boserkapelle). Alle Kirchen und Kapellen gehören zur Seelsorgeeinheit Vorderallgäu im Dekanat Allgäu-Oberschwaben der Diözese Rottenburg-Stuttgart.
Die evangelischen Christen der Gemeinde gehören zur Kirchengemeinde Weingarten (Pfarramt Weingarten II) im Kirchenbezirk Ravensburg der Evangelischen Landeskirche in Württemberg.

## Politik

### Verwaltungsverband
Schlier gehört zum Gemeindeverwaltungsverband Gullen mit Sitz in Grünkraut.

### Gemeinderat
Der Gemeinderat besteht aus den gewählten ehrenamtlichen Gemeinderäten und der Bürgermeisterin als Vorsitzender. Die Bürgermeisterin ist im Gemeinderat stimmberechtigt. Nach der Kommunalwahl vom 9. Juni 2024 ergab sich das folgende Wahlergebnis:
- dlg: 5
- FDP: 1
- FW: 5
- UWV: 3

### Bürgermeister
Bis 1933 hießen die Gemeindevorsteher Schultheißen, seither Bürgermeister.
- 1812–1818 Anton Schattmaier von Schattbuch
- 1818–1824 Martin Rist von Albisreute
- 1824–1825 Fürst, Bauer auf dem Rößlerhof
- 1826–1834 Nikolaus Schuler als Gemeindepfleger
- 1834–1836 Anton Rist, Bauer in Mühlenreute
- 1836–1843 Baptist Pfeiffer von Schlier
- 1843–1848 Anton Sterk von Richlisreute
- 1848–1860 Jakob Fricker von Schlier
- 1860–1889 Josef Fricker von Unterankenreute
- 1889–1909 Franz Joseph Heiß von Zundelbach
- 1909–1934 Benedikt Hafner
- 1934–1935 Karl Loritz aus Waldburg
- 1935–1938 Xaver Fiegle aus Vogt
- 1938–1945 Stefan Müller aus Laupheim
- 1945–1946 Hugo Hagel, kommissarisch
- 1946–1966 Heinrich Hafner, Schlier
- 1966–1994 Arnold Maier
- 1994–2016 Reimund Hausmann
- Seit 2016 Katja Liebmann[7]

### Wappen
| Wappen der Gemeinde Schlier | Blasonierung: „In Silber (Weiß) ein roter Löwe, im rechten roten Obereck eine rechte silberne (weiße) Verkehrthand (Schwurhand).“ |
| Wappen der Gemeinde Schlier | Wappenbegründung: Auf Vorschlag der Archivdirektion Stuttgart legte der Gemeinderat am 3. August 1954 das Wappen fest. Der welfische Löwe ist eine der Wappenfiguren des Klosters Weingarten, das in hier schon früh Besitz hatte und seit dem 14. Jahrhundert Hauptbesitzer in Schlier war. Die im Wappen vorkommenden Farben Rot-Silber-Rot weisen auch auf Österreich hin, dessen Landvogtei Schwaben die Oberhoheit über den größten Teil des Gemeindegebietes ausgeübt hat. Im rechten Obereck erscheint – in ausgetauschten Farben – die Hand aus dem Wappen der Herren von Ankenreute, die im Weiler Oberankenreute ihren Sitz hatten. Das Wappen wurde von der Landesregierung am 23. Februar 1955 verliehen. |

## Wirtschaft und Infrastruktur

### Verkehr
Die Gemeinde ist mit einigen Buslinien unter anderem mit Ravensburg, Vogt sowie Wangen im Allgäu verbunden und gehört dem Bodensee-Oberschwaben Verkehrsverbund (bodo) an.

### Bildung
In den beiden Ortsteilen Schlier und Unterankenreute gibt es jeweils einen römisch-katholischen Kindergarten und eine Grundschule.

## Persönlichkeiten
- Albert Batzill (* 1952), vierfacher Weltmeister im Regattasegeln, wohnhaft in der Gemeinde Schlier
- Karl Pellens (1934–2003), Historiker, geboren in Unterankenreute
- Bruno Schmid (1944–2024), Theologe und Hochschullehrer, geboren in Unterankenreute
- Gottlieb Marktanner-Turneretscher (1858–1920), Naturwissenschaftler, Museumsbeamter und Photograph, geboren in Unterankenreute

## Trivia
- Der zur Gemeinde gehörende Weiler Lanzenreute wird im Text des Schwobarock Songs Ratzariader Schenkelbatscher von Grachmusikoff als Lanzareite erwähnt.[9]